# Buhen
Buhen (görögül Βοὥν, Bohón) kereskedelmi lerakat, bányásztelepülés, majd erődítéssel ellátott védelmi bázis volt az ókori Egyiptom idején.

## Története
Az első két egyiptomi dinasztia korából már több núbiai katonai expedícióról tudunk, de a IV. dinasztia első uralkodója, Sznofru terjesztette ki hatalmát erre a térségre. Fia, Hufu idején már biztosan működött a buheni rézolvasztó, mivel Hufu neve az első, amit megtaláltak a számos pecsétfelirat között. Nem bizonyítható, de feltehető, hogy már a II. dinasztia idején is létezett a település. Ez után két évszázadon át folyamatosan látta el az udvartartást rézzel. Sznofru után már csak kereskedelmi expedíciókról tudunk, melyeket Abu hercegei vezettek, ami Núbia pacifikálására utal, és talán kapcsolatban van az A csoport eltűnésével. I. Pepi idején az összes núbiai rézbányát bezárták, aminek közvetlen oka ismeretlen, de valószínűleg a VI. dinasztia idején kezdődő széthullás egyik markere. A település azonban nem szűnt meg, folyamatosan lakott maradt.
A XII. dinasztia alapítója, I. Amenemhat újra meghódította Núbiát, és Buhen ekkor megkapta a Boldog Emlékezetű Amenemhat Falai nevet. A núbiaiak azonban nem hódoltak be, még sokáig folytak a harcok, ennek során lett Buhen fontos erődítmény, bár végül II. Szenuszert egészen Szemnáig tolta ki a határokat, ami Buhentől délre helyezkedik el. Buhen ettől kezdve a nyolc erődből álló núbiai erődrendszer legészakibb tagja lett. III. Amenemhat felújította az erődöt, amelyben egészen a XIV. dinasztia végéig helyőrség állomásozott. A többi núbiai erődhöz hasonlóan ekkoriban védőművei észak felé fordultak, feltehetően északról érkező ellenségre vártak, talán a hükszoszokra. Egy ló csontváza bizonyítja, hogy a hükszoszok hódítása után rombolták le az erődöt. Szobekdedu és Szobekemheb sztéléi szerint az egyiptomi elit a núbiai királytól függött. Buhen volt az utolsó núbiai erőd, amit az ismeretlen ellenség elfoglalt, és teljesen elpusztított. Az újbirodalom elején, a XVIII. dinasztia korában ismét benépesült.

## Építészete
Az óbirodalom korában is nagy kiterjedésű volt, az akkori, földből épült városfalak 120×950 méteres területet kerítettek körbe. A belváros merőleges utcákból álló, tervezett, telepített jellegű. A városfalat 18 darab félköríves alaprajzú torony védte. A középbirodalmi erődépítés két szakaszban zajlott. I. Szenuszert idején 5 méter vastag, 11 méter magas falakat építettek 150×170 méteres alapterületen. Ezt vizesárokkal is körülvették. A nyugati oldalon nyíló kapu egy komplett kiserőd, a várfal minden sarkán négyszögletű bástyák álltak. A vizesárkot külön félköríves bástyák biztosították. Még a XII. dinasztia idején egy külső várat is építettek, ami 712 méter sáncot, és 32 bástyát jelentett. A későbbiekben I. Jahmesz, Hatsepszut, és III. Thotmesz építettek jelentősebb templomokat és épületrészeket. A védőművek különlegessége a több kijáratú lőrés, ami lehetővé tette a 120 fokos kilövést, miközben a védő nagyobb védelmet élvezett.
Buhen ma már nem látható, mert a Nasszer-tó elöntötte.